# Slaget vid Siikajoki
Slaget vid Siikajoki var ett slag under Finska kriget 1808–1809. Slaget stod mellan svenska och ryska styrkor den 18 april 1808 vid Siikajoki. 

## Bakgrund
Under det Finska krigets första skede 1808 beslutar den svenske kommendören Wilhelm Mauritz Klingspor att retirera norrut från södra Finland för att hinna få mer svensk trupp via Torneå och också på grund av hotet från Danmark. Närmast föregående slag utkämpades vid Pyhäjoki två dagar tidigare, där finske generaladjutanten greve Löwenhielm tillfångatagits av ryssarna. Direkt därefter utnämndes Carl Johan Adlercreutz till hans efterträdare och med von Döbeln som underställd.

## Slaget
När von Döbelns trupp på cirka 2 200 man, huvudsakligen björneborgare, ska korsa älven Siikajokis is hinner de jämnstarka ryska styrkorna under generallöjtnant I. Tutjkov ifatt svenskarna. von Döbeln går först till motanfall men beordras dra sig tillbaka. Då blottar de ryska styrkorna sin center och den nyutnämnde generaladjutanten Adlercreutz beordrar snabbt anfall igen och ryssarna slås. Det var krigets första svenska framgång, med stor moralisk betydelse. Följden blev också att återtåget temporärt avstannade.

## Eftermäle
Slaget vid Siikajoki beskrivs i dikten "Adlercreutz" i Runebergs epos Fänrik Ståls sägner.
Nylands infanteriregemente utmärkte sig vid slaget vid Siikajoki varför Siikajokikorset får bäras av soldater vid Nylands brigad efter genomförd rekryttid.